# Muzeum Regionalne w Handzlówce
Muzeum Regionalne w Handzlówce – muzeum położone we wsi Handzlówka (powiat łańcucki). Placówka jest prowadzona przez Stowarzyszenie Promocji i Rozwoju Wsi Handzlówka. Mieści się w pomieszczeniach dawnej plebanii miejscowej parafii pw. św. Piotra i Pawła (budynek z lat 1903–1908).
Muzeum powstało z inicjatywy Stowarzyszenia oraz pani Jadwigi Bonieckiej. Od 1995 roku wystosowywane były apele o przekazywanie eksponatów. Muzeum zostało otwarte w 2001 roku, po zakończeniu budowy nowej plebanii.
Aktualnie muzealna ekspozycja obejmuje trzy sale, w których eksponowane są przedmioty związane z historią oraz kulturą Handzlówki i okolic: dokumenty, stroje ludowe, przedmioty codziennego użytku, elementy warsztatów rzemieślniczych, numizmaty. Część zbiorów pochodzi ze starego kościoła, rozebranego w 1900 roku (m.in. postać Jezusa Ukrzyżowanego, puszka na komunikanty), kolejne zbiory łączą się z historią miejscowej Ochotniczej Straży Pożarnej (pompa strażacka, mundury).
Muzeum jest czynne w każdą pierwszą niedzielę miesiąca lub po uprzednim uzgodnieniu telefonicznym. Wstęp jest płatny.